# Wladimir Fjodorowitsch Odojewski

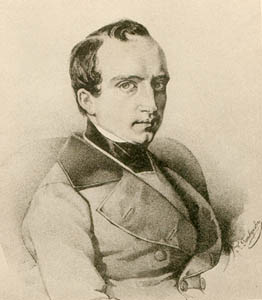
Odojewski, porträtiert von Kirill Gorbunow

Wladimir Fjodorowitsch Odojewski (russisch Владимир Фёдорович Одоевский, wiss. Transliteration Vladimir Fëdorovič Odoevskij; * 1. Augustjul. / 13. August 1803greg. in Moskau; † 27. Februarjul. / 11. März 1869greg. ebenda) war ein russischer Schriftsteller und Komponist.

## Leben
Der aus hohem Russischen Adel stammende und umfassend gebildete Fürst Odojewski hatte ein staatliches Amt als Vizedirektor der Kaiserlichen Öffentlichen Bibliotheken in Sankt Petersburg. Ab 1846 war er auch Direktor des Rumjanzew-Museums, bei dessen Verlegung nach Moskau 1862 er dorthin übersiedelte. Er trat insbesondere als Autor von phantastischen und satirischen Erzählungen und Musikernovellen hervor. Von seinen Kompositionen erschien lediglich eine Berceuse im Druck, seine weiteren Kompositionen, darunter zahlreiche Volksliedbearbeitungen, sind nur im Manuskript überliefert.
Der Schriftsteller und Literaturkritiker, der Wegbereiter einer eigenständigen russischen Literatur jenseits der bis dato dominierenden Lyrik war, beeinflusste Kollegen wie Iwan Turgenew, Lew Tolstoi und Anton Tschechow. Fjodor Dostojewski bekannte 1861 in einem Brief, dass er „ihn sehr verehre und viele seiner Werke liebe“.
Er gehörte zum St. Petersburger Salon von Jewdokija Petrowna Rostoptschina, zu dem u. a. auch Iwan Mjatlew, Lew Alexandrowitsch Mei, Pjotr Pletnjow und Nikolai Wassiljewitsch Gogol gehörten.
Das 2013 im Manesse Verlag neu erschienene Buch Der schwarze Handschuh enthält sieben überwiegend erstmals übersetzte Erzählungen aus den 1820er und 1830er Jahren. Es zeigt Odojewski als philosophisch und moralisch interessiert und verknüpft phantastisch-romantische Motive mit psychologischem Scharfsinn, bietet zudem Adels-Satire und reichlich Ironie.

## Werke
- Der schwarze Handschuh, Erzählungen, aus dem Russischen und mit einem Nachwort von Peter Urban, Manesse Verlag. München, 2013. 384 S. ISBN 978-3-7175-2246-1.
- Russische Nächte, Zyklus von Novellen (1844). Aus dem Russischen von Eckhard Thiele. Hrsg. Klaus Städtke. Berlin: Rütten & Thiele 1987.
- Prinzessin Mimi Novelle (1834)
- Prinzessin Zizi Novelle (1839)
- Wagner in Moskau (1863)
- Das Jahr 4338 (1835)
- Kosmorama (1840)
- Das Gespenst und andere Spukgeschichten, Spukerzählungen, aus dem Russischen von Werner Creutziger, Charlotte Kossuth und Dieter Pommerenke, Aufbau-Verlag Berlin und Weimar. Berlin, 1974.
- Mnemosyne (1824/25)
- Das letzte Quartett Beethovens (1830)
- Opere del Cavaliere Giambatista Piranesi (1832)
- Sebastian Bach (1834)
- Bunte Märchen Zyklus von Novellen (1833)